# Юзеф Кантій Оссолінський
Юзеф Кантій Оссоліньскі (українізоване Оссолінський, пол. Józef Kanty Ossoliński; 1707 — 18 вересня 1780, Риманів) — польський шляхтич, державний, політичний і військовий діяч Речі Посполитої.

## Життєпис
Народився 1707 року. Батько — Францішek Максиміліан Оссолінський, староста хмільницький, сандомирський (бл. 1676—1756); матір — Катажина Мьончиньська, перша дружина батька (шлюб взяли 1706 року, померла 1731).
1721 року записався для навчання у Краківській академії, за Я. Бартошевичем, отримав «високе французьке виховання». 1729 року за дозволом короля батько переказав йому Сандомирське та Хмільницьке (одне з найбагатших у Речі Посполитій) староства; був обраний послом Гродненського сейму від Інфляндії. Був (1730) комендантом корогви в регіменті Яна Клеменеса Браницького в ранзі капітана чи майора. В 1732 і 1733 роках був послом Надзвичайного сейму у Варшаві від Чернігівського воєводства. 7 червня 1734 керував (маршалок) на сеймику Сяніцької землі, присвяченому справі організації воєводської міліції.
Після смерті короля Августа ІІ як і батько підтримував кандидатуру Станаслава Лещинського. Однак 14 березня 1735 року на Вишенському сеймику підтримав кандидатуру Августа ІІІ Веттіна. В 1744 році як прихильник «партії республіканців» (тобто Потоцьких) — посол Гродненського сейму від Нурської землі.
Хорунжий надвірний коронний 1738 року. 1756 року був ротмістром панцерної корогви в полку коронного гетьмана. 5 січня 1757 року отримав номінацію як волинський воєвода, подав у відставку 11 грудня 1775; за цю посаду заплатив 5000 дукатів Брюлю.
У середині 1765 виїхав з дружиною на лікування за кордон «на води», лікувався до осені 1766. Не хотів приїжджати на вимогу Н. Рєпніна до Польщі. Якийсь час мешкав у Будимирі (словац. Budimír, нині Округ Кошиці-околиця Кошицького краю, Словаччина).
Спочатку відмовлявся брати участь у Барській конфедерації, весною 1770 року мав розмову про неї та польські справи з цісаревою Марією Терезією. Наприкінці 1770, після розпаду квінтумвірату почав брати в ній участь — двояку, згідно з В. Конопчиньським. Після повернення додому осів у родових маєтках під Римановом.
Помер 18 вересня 1780 року в Риманові, був похований у місцевому костелі.

## Маєтності, фундації
Комплекс земських маєтків Варшавський (або «тархомінський»), переказаний батьком в 1738 році. 1755 року викупив у Потоцьких Оссолін, Рудку (Підляшшя), Турійськ. На Поділлі 1751 року одідичив населені пункти: Антонівка, Черніївці, Клітище, Томашпіль. Підгірські маєтки, зокрема: Риманів, Буковсько, Динів. 1744 року дружина привнесла «ключ» Лісько та інші. 1779 року набув від спадкоємців Мнішеків містечко Дукля.
Був незвично побожним, надав разом з дружиною кошти для будівництва кількох костелів, зокрема, в Рудці (1754), Турійську, Риманові (1780 року) палацу в Турійську.

### Сім'я

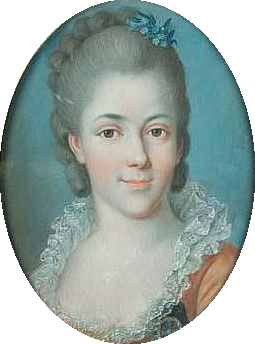
Маріанна Мнішек з Оссолінських

Був одружений (шлюб 4 лютого 1731 року в Турійську) з Терезою Стадніцькою зі Жмигроду (1717—1776). Діти:
- Юзеф Салезій — воєвода підляський, староста хмільницький, сандомирський, мешкав головно у Франції
- Максиміліян — староста хмільницький, сандомирський
- Анна Тереза — дружина лежайського старости Юзефа Потоцького (внук гетьмана коронного Юзефа Потоцького, помер 1802 р.)
- Маріанна — дружина великого коронного хорунжого Юзефа Яна Мнішека (1742—1797).